# Toronto Arenas
Toronto Arenas byl profesionální kanadský klub ledního hokeje, který sídlil v Torontu v provincii Ontario. V letech 1917–1919 působil v profesionální soutěži National Hockey League. Své domácí zápasy odehrával v hale Mutual Street Arena s kapacitou 7 500 diváků. Hlavní klubová barva byla námořnická modř.
Klub Toronto Arenas patří do čtveřice týmů NHL, které nastoupily už v prvním roce existence soutěže (tedy v sezoně 1917/1918). Kromě trojice Montreal Canadiens (jako jediný ze zakladatelů odehrál všechny sezony), Montreal Wanderers a Ottawa Senators měl původně hrát také celek Quebec Bulldogs, ale nakonec byl nahrazen právě Torontem Arenas. Už v sezoně 1917/1918 skončili v základní části o skóre na druhém místě. V semifinále pak porazili Montreal Canadiens, ve finále také Vancouver Millionaires a radovali se ze zisku Stanley Cupu. Sezony 1918/1919 se zúčastnili jen tři týmy (po požáru své haly odstoupil z předchozí sezóny tým Montreal Wanderers) a Toronto skončilo poslední. Následně klub za 2 000 dolarů odkoupili hráči a přejmenovali jej na Toronto St. Patricks.

## Úspěchy
- Vítěz Stanley Cupu ( 1× )
  - 1917/18

## Slavné osobnosti
- Ed Livingston - majitel, manažer a trenér

## Umístění v jednotlivých sezonách
Stručný přehled
Zdroj: 
- 1917–1919: National Hockey League

Jednotlivé ročníky
Zdroj: 
Legenda: Z - zápasy, V - výhry, VP - výhry v prodloužení, R - remízy, P - porážky, PP - porážky v prodloužení, VG - vstřelené góly, OG - obdržené góly, +/- - rozdíl skóre, B - body, KPW - Konference Prince z Walesu, CK - Campbellova konference, ZK - Západní konference, VK - Východní konference, fialové podbarvení - reorganizace, změna skupiny či soutěže
| USA / Kanada (1917 – 1919) |                   |        |    |   |    |   |    |   |    |    |     |    |        |          |
| Sezóny                     | Liga              | Úroveň | Z  | V | VP | R | PP | P | VG | OG | +/- | B  | Pozice | Play-off |
| 1917/18                    | NHL (1. polovina) | 1      | 14 | 8 | –  | 0 | –  | 6 | 71 | 75 | -4  | 16 | 2.     | Vítěz SC |
| 1917/18                    | NHL (2. polovina) | 1      | 8  | 5 | –  | 0 | –  | 3 | 37 | 34 | +3  | 10 | 1.     | Vítěz SC |
| 1918/19                    | NHL (1. polovina) | 1      | 10 | 3 | –  | 0 | –  | 7 | 42 | 49 | -7  | 6  | 3.     | Ne       |
| 1918/19                    | NHL (2. polovina) | 1      | 8  | 2 | –  | 0 | –  | 6 | 22 | 43 | -21 | 4  | 3.     | Ne       |